# Leucadendron gandogeri
Leucadendron gandogeri är en tvåhjärtbladig växtart som beskrevs av Schinz och Michel Gandoger. Leucadendron gandogeri ingår i släktet Leucadendron och familjen Proteaceae. Inga underarter finns listade i Catalogue of Life.